# Ministerstwo Szkół Wyższych i Nauki
Ministerstwo Szkół Wyższych i Nauki – polskie ministerstwo istniejące w latach 1950–1951, powołane w celu kierowania i zarządzania całokształtem spraw związanych z kształceniem na poziomie wyższym i rozwojem nauki. Minister był członkiem Rady Ministrów. 

## Powołanie urzędu
Na podstawie ustawy z 1950 r. o utworzeniu urzędu Ministra Szkół Wyższych i Nauki ustanowiono nowy urząd.

## Ministrowie
- Adam Rapacki (1950–1951)

## Zakres działania urzędu
Do zakresu działania urzędu należały sprawy:
- organizacja nauki, popieranie badań naukowych oraz upowszechnianie zdobyczy naukowych,
- planowania sieci szkół wyższych oraz ich organizacji,
- programu nauczania tudzież personelu naukowego i nauczającego w szkołach wyższych,
- zwierzchniego nadzoru i zarządzania wyższymi szkołami i placówkami naukowo-badawczymi,
- doboru i przygotowanie młodzieży do studiów wyższych oraz opieki nad młodzieżą szkół wyższych.

## Zniesienie urzędu
Na podstawie ustawy z 1951 r. o przekształceniu urzędu Ministra Szkół Wyższych i Nauki w urząd Ministra Szkolnictwa Wyższego zniesiono urząd.